# Lake Wildwood
Lake Wildwood – jednostka osadnicza w Stanach Zjednoczonych, w stanie Kalifornia, w hrabstwie Nevada.